# Brentford F.C. mùa giải 2017–18
Mùa giải 2017-18 là mùa giải thứ 128 của Brentford và là mùa giải thứ 4 liên tiếp ở Championship. Ngoài Championship, câu lạc bộ cũng thi đấu ở Cúp FA và League Cup.
Mùa giải diễn ra trong giai đoạn từ ngày 1 tháng 7 năm 2017 đến ngày 30 tháng 6 năm 2018.

## Tổng quan mùa giải

### Tháng Bảy
Trong kì nghỉ hè, Brentford đem về hậu vệ phải Henrik Dalsgaard từ Zulte Waregem với mức giá không tiết lộ và thủ môn Luke Daniels từ Scunthorpe United theo dạng chuyển nhượng tự do. Alan McCormack gia nhập Luton Town sau khi giải phóng hợp đồng với câu lạc bộ. Hai cầu thủ người Đức Philipp Hofmann và Akaki Gogia đều chuyển đến 2. Bundesliga lần lượt với Greuther Furth và cầu thủ sau ở lại Dynamo Dresden sau chuyển nhượng cho mượn ở mùa giải trước nhưng thay vào đó lại về Union Berlin ngay sau khi ra đi vĩnh viễn. Cầu thủ trẻ James Ferry gia nhập Stevenage với mức giá không tiết lộ. Thủ môn Jack Bonham kí bản hợp đồng gia hạn một năm và chuyển đến Carlisle United theo dạng cho mượn đến tháng Một. Tiền vệ Konstantin Kerschbaumer gia nhập Armenia Bielefeld theo dạng cho mượn đến cuối mùa giải. Cũng kí bản hợp đồng mới còn có Florian Jozefzoon, thêm 12 tháng vào bản hợp đồng ban đầu, và Nico Yennaris, kéo dài đến năm 2021. Ngày 7 tháng Bảy, tiền vệ người Nam Phi Kamohelo Mokotjo kí một bản hợp đồng với mức giá không tiết lộ từ đội bóng Hà Lan FC Twente. Cùng ngày, Brentford bắt đầu chiến dịch trước mùa giải với chiến thắng 5-1 trước Aldershot Town. Reece Cole và Sergi Canós đều ghi cú đúp và Jozefzoon cũng ghi tên vào bảng tỉ số sau đó. Đội một di chuyển đến Divonne-les-Bains ở biên giới Pháp/Thụy Sĩ để tập luyện. Trong thời gian ở đó, tiền đạo Neal Maupay ấn định bản hợp đồng với Brentford từ Saint-Étienne. Brentford hòa1-1 trước Lausanne-Sport với bàn thắng duy nhất của Lasse Vibe. Sau khi trở lại Anh, Brentford kí hợp đồng với Cầu thủ trẻ xuất sắc nhất năm EFL Ollie Watkins từ Exeter City với mức giá không tiết lộ. Ngày 19 tháng Bảy, Brentford di chuyển đến Oxford United để đá giao hữu trước mùa giải với tỉ số chung cuộc 4-3 dành cho the Bees. Jozefzoon, Vibe, Cole và Canós là các cầu thủ ghi bàn. Ngày 21 tháng 7, có thông báo rằng tiền đạo người Đan Mạch Emiliano Marcondes sẽ gia nhập Brentford vào tháng Một với bản hợp đồng 3,5 năm sau khi hợp đồng hiện tại ở FC Nordsjælland hết hạn. Trận đấu đầu tiên trong mùa giải của Brentford trên sân Griffin Park kết thúc với tỉ số 2-2 trước đội bóng Premier League Southampton. Vibe ghi bàn trong hiệp một và Josh Clarke ghi bàn thắng thứ hai sau khi nhận đường chuyền của Fraiser Forster. Chiến dịch trước mùa giải bất bại tiếp tục tại MK Dons khi Maupay, Watkins và Jozefzoon ghi bàn trong chiến thắng 3-2 trước đội bóng đang chơi tại League One. Ngày 29 tháng Bảy, Brentford thi đấu trận cuối cùng với Celta de Vigo trước khi khởi đầu mùa giải với trên đấu trên sân nhà. Vibe và Jota ghi bàn trong thắng lợi 2-1 trước đội bóng từng vào bán kết Europa League.

### Tháng Tám
Trận đấu đầu tiên tại Championship của Brentford đối đấu với đội bóng mới lên hạng Sheffield United kết thúc với thất bại 1-0. Billy Sharp đánh đầu ghi bàn sau đường chuyền của Leon Clarke ngay trước khi hiệp một kết thúc. Mặc dù tình hình cải thiện trong hiệp hai, Brentford không thể tìm được bàn gỡ hòa. Brentford hiện tại đã không thắng vòng mở màn trong sáu mùa giải liên tiếp. Ngày 7 tháng Tám, hậu vệ biên trẻ Tom Field gia nhập Bradford City theo dạng cho mượn cho đến tháng Một. Watkins và Justin Shaibu ghi bàn thắng đầu tiên cho câu lạc bộ ở vòng Một của League Cup trước AFC Wimbledon. Bàn thắng đến trong hiệp phụ sau cú sút móc của Paul Robinson ở hiệp một và bàn thắng gỡ hòa của Romaine Sawyerstrong hiệp hai. Kết quả 3-1 sau hiệp phụ giúp Brentford đặt chân vào vòng Hai. Ngày 10 tháng Tám, Cole gia nhập Newport County theo dạng cho mượn cho đến tháng Một. Tiền vệ đôiị B đã nằm trong đội hình trận League Cup với AFC Wimbledon. Trận đấu đầu tiên ở giải quốc nội của Brentford trên sân nhà là trận cầu kịch tính với 7 bàn thắng trước Nottingham Forest. Sau cú đánh đầu của John Egan, hai cú sút mãnh liệt từ Andreas Bouchalakis và Daryl Murphy khiến the Bees bị dẫn trước 3-1 trước khi vào hiệp hai. Andreas Bjelland khởi dậy hi vọng cho Brentford với cú đánh đầu đã qua vạch vôi theo công nghệ goal-line, bàn thắng đầu tiên của anh tại Griffin Park. Tuy nhiên, Kieran Dowell ghi bàn cho Forest bốn phút sau và bàn thắng muộn của Maupay kết thúc trận đấu với tỉ số 4-3 cho các vị khách.
Ngày 15 tháng Tám, Brentford thông qua việc sửa chữa Sân vận động Cộng đồng Brentford bao gồm giảm sức chứa từ 20.000 còn 17.250 và khởi công từ năm 2018 với việc hoàn thành dự kiến cuối năm 2019, đầu năm 2020. Tiền vệ Ryan Woods nhận được sự thương hại sau khi mất đứa con của mình. Anh không góp mặt trong một vài trận đấu tiếp theo của Brentford. Tiếp theo Brentford đối đầu với Bristol City tại Griffin Park. Mặc dù chịu dẫn trước bởi bàn thắng sớm của Josh Brownhill, Brentford thi đáu mạnh mẽ trong hiệp hai và dẫn trước nhờ các bàn thắng của Watkins và Maupay và có thể tốt hơn nếu không có sự xuất sắc của thủ môn đối phương Frank Fielding. Tám phút bù giờ do chấn thương của Josh McEachran, Bobby Reid ghi bàn và khiến cho Brentford chưa có chiến thắng đầu tiên trong mùa giải. Chuỗi trận đấu không tốt của The Bees tiếp tục tại Ipswich Town, cho dù chiếm ưu thế trong hiệp một, bàn thắng của Martyn Waghorn và Joe Garner ấn định chiến thắng 2-0 cho đội nhà, khiến Brentford nằm cuối bảng xếp hạng. Ở vòng Hai League Cup, Brentford đánh bại kình địch địa phương Queens Park Rangers 4-1 trong trận derby Tây Luân Đôn. Có các bàn thắng của Egan, Maupay và một pha phản lưới của Ariel Borysiuk trong hiệp một, thêm một bàn của QPR từ Darnell Furlong. Clarke ấn định chiến thắng tại Loftus Road với pha dứt điểm ở góc dưới khung thành cuối hiệp hai. Trận đấu cuối cùng của Brentford trong tháng Tám kết thúc với tỉ số hòa không bàn thắng trước đội bóng chi đậm Wolverhampton Wanderers. Brentford bước vào giai đoạn nghỉ cho thi đấu quốc tế mà không có trận thắng nào trong năm trận đầu tiên.
Brentford có những ngày cuối cùng của kì chuyển nhượng bận rộn. Ngày 30 tháng Tám, cựu đội trưởng Harlee Dean gia nhập Birmingham City với mức giá không tiết lộ. Ngày hôm sau, vào ngày chuyển nhượng cuối cùng, Jota và Maxime Colin cùng với Dean gia nhập Birmingham City cũng với mức giá không tiết lộ, mặc dù mức phí của Jota được xác nhận là kỉ lục chuyển nhượng của Birmingham. Các hậu vệ của B-team Jan Holldack và Manny Onariase đều rời câu lạc bộ lần lượt đến KFC Uerdingen 05 và Rotherham United.

### Tháng Chín
Ngày 1 tháng Chín, đội trưởng B-team Zain Westbrooke gia nhập Solihull Moors theo dạng cho mượn trong một tháng. Trận đấu đầu tiên của Brentford sau kì chuyển nhượng là với Aston Villa. Cho dù có màn trình diễn tốt, họ không thể có được bàn thắng và trận đấu kết thúc với tỉ số 0-0. Ngày 12 tháng Chín, Brentford di chuyển đến Hillsborough và trượt chân khi để Sheffield Wednesday giành chiến thắng. Yennaris ghi bàn từ sớm với cú volley nhưng Gary Hooper ghi bàn ngay trước khi giữa giờ và Ross Wallace hoàn tất màn lội ngược dòng từ đường chuyền của Jordan Rhodes. Vào phút bù giờ hậu vệ Dalsgaard bất tỉnh và phải chăm sóc trên sân trong vài phút trước khi được đưa đi bằng cáng. Brentford tiếp tục chuỗi không thắng trên sân nhà trước Reading. Clarke dứt điểm góc hẹp sau màn trình diễn tốt từ chính anh và Maupay tuy nhiên Liam Kelly đã cân bằng tỉ số với quả phạt đền sau khi Rico Henry phạm lỗi với Tyler Blackett và trận đấu kết thúc với tỉ số 1-1. Ngày 18 tháng Chín, trung vệ Chris Mepham kí bản hợp đồng 5 năm và được đưa lên đội một. Ngày tiếp theo, anh được đá chính cùng với Theo Archibald, ở vòng Ba League Cup trước Norwich City khi giúp đối phương có quả phạt đền dẫn đến bàn thắng đầu tiên của Norwich. Sau khi Marco Vrancic ghi bàn từ chấm phạt đền, Brentford được hưởng quả phạt đền, nhưng Yoann Barbet lại dứt điểm về phía khán đài. Vrancic sau đó có pha sút phạt hiểm hóc ở hiệp hai và Josh Murphy nhảy lên tranh chấp với Daniels để giúp Canaries có lợi thế 3 bàn. Clarke ghi bàn danh dự và Brentford bị loại khỏi League Cup, với thất bại 3-1. Brentford cuối cùng có trận thắng đầu tiên trong giải quốc nội trước đội bóng cuối bảng Bolton Wanderers. Barbet sửa sai khi đá hỏng quả phạt đền với cú sút phạt tuyệt đẹp trong hiệp một. Yennaris sau đó ghi bàn từ khoảng cách 30 yards trong hiệp hai và Watkins ghi thêm bàn thứ ba trước khi kết thúc trận đấu. Ngày 26 tháng Chín, Brentford tiếp Derby County trên sân Griffin Park. Mặc dù hoàn toàn áp đảo, Brentford không thể phá vỡ hàng phòng ngự của Derby và bị dẫn trước với bàn thắng đầu tiên của Joe Ledley cho the Rams. Phải tốn 86 phút cho Watkins để có bàn thắng gỡ hòa và giữ lại một điểm cho the Bees. Brentford có trận đấu ở vòng 6 trước Middlesbrough. Mặc dù ghi hai bàn, với pha đánh đầu của Barbet và cú dứt điểm của Watkins, Middlesbrough lội ngược dòng với hai bàn thắng của Martin Braithwaite và Fabio để ấn định tỉ số 2-2. Henry bị đưa ra ngoài bằng cáng và dính chấn thương đầu gối nghiêm trọng phải nghỉ thi đấu trong một thời gian dài.

## Chuyển nhượng

### Chuyển nhượng đến
| Cầu thủ chuyển nhượng đến | Cầu thủ chuyển nhượng đến | Cầu thủ chuyển nhượng đến | Cầu thủ chuyển nhượng đến | Cầu thủ chuyển nhượng đến | Cầu thủ chuyển nhượng đến |
| Ngày                      | Vị trí                    | Tên                       | Câu lạc bộ trước          | Mức phí                   | Tham khảo                 |
| ------------------------- | ------------------------- | ------------------------- | ------------------------- | ------------------------- | ------------------------- |
| 1 tháng 7 năm 2017        | MF                        | Theo Archibald            | Celtic                    | Không tiết lộ             | [ 52 ]                    |
| 1 tháng 7 năm 2017        | MF                        | Ali Coote                 | Dundee United             | Không tiết lộ             | [ 53 ]                    |
| 1 tháng 7 năm 2017        | DF                        | Henrik Dalsgaard          | Zulte Waregem             | Không tiết lộ             | [ 2 ]                     |
| 1 tháng 7 năm 2017        | GK                        | Luke Daniels              | Scunthorpe United         | Miễn phí                  | [ 3 ]                     |
| 1 tháng 7 năm 2017        | FW                        | Marcus Forss              | West Bromwich Albion      | Miễn phí                  | [ 54 ]                    |
| 7 tháng 7 năm 2017        | MF                        | Kamohelo Mokotjo          | FC Twente                 | Không tiết lộ             | [ 12 ]                    |
| 14 tháng 7 năm 2017       | FW                        | Neal Maupay               | Saint-Étienne             | Không tiết lộ             | [ 15 ]                    |
| 18 tháng 7 năm 2017       | FW                        | Ollie Watkins             | Exeter City               | Không tiết lộ             | [ 17 ]                    |
| 1 tháng 8 năm 2017        | DF                        | Mads Bech Sørensen        | AC Horsens                | Không tiết lộ             | [ 55 ]                    |
| 1 tháng 1 năm 2018        | MF                        | Emiliano Marcondes        | FC Nordsjælland           | Miễn phí                  | [ 19 ]                    |
| 14 tháng 1 năm 2018       | MF                        | Jaakko Oksanen            | HJK Helsinki              | Không tiết lộ             | [ 56 ]                    |
| 30 tháng 1 năm 2018       | MF                        | Chiedozie Ogbene          | Limerick                  | Không tiết lộ             | [ 57 ]                    |

### Cho mượn đến
| Cầu thủ cho mượn đến | Cầu thủ cho mượn đến | Cầu thủ cho mượn đến | Cầu thủ cho mượn đến | Cầu thủ cho mượn đến | Cầu thủ cho mượn đến |
| Ngày bắt đầu         | Vị trí               | Tên                  | Câu lạc bộ chủ quản  | Ngày kết thúc        | Tham khảo            |
| -------------------- | -------------------- | -------------------- | -------------------- | -------------------- | -------------------- |
| 1 tháng 7 năm 2017   | MF                   | Nikolaj Kirk         | FC Midtjylland       | Kết thúc mùa giải    | [ 58 ]               |

### Chuyển nhượng đi
| Cầu thủ chuyển nhượng đi | Cầu thủ chuyển nhượng đi | Cầu thủ chuyển nhượng đi | Cầu thủ chuyển nhượng đi | Cầu thủ chuyển nhượng đi | Cầu thủ chuyển nhượng đi |
| Ngày                     | Vị trí                   | Tên                      | Câu lạc bộ đến           | Mức phí                  | Tham khảo                |
| ------------------------ | ------------------------ | ------------------------ | ------------------------ | ------------------------ | ------------------------ |
| 1 tháng 7 năm 2017       | MF                       | Akaki Gogia              | Dynamo Dresden           | Không tiết lộ            | [ 6 ]                    |
| 1 tháng 7 năm 2017       | FW                       | Philipp Hofmann          | Greuther Fürth           | Không tiết lộ            | [ 5 ]                    |
| 30 tháng 8 năm 2017      | DF                       | Harlee Dean              | Birmingham City          | Không tiết lộ            | [ 36 ]                   |
| 31 tháng 8 năm 2017      | MF                       | Jan Holldack             | Uerdingen 05             | Không tiết lộ            | [ 40 ]                   |
| 31 tháng 8 năm 2017      | MF                       | Jota                     | Birmingham City          | Không tiết lộ            | [ 38 ]                   |
| 31 tháng 8 năm 2017      | DF                       | Manny Onariase           | Rotherham United         | Không tiết lộ            | [ 41 ]                   |
| 31 tháng 8 năm 2017      | DF                       | Maxime Colin             | Birmingham City          | Không tiết lộ            | [ 37 ]                   |
| 10 tháng 2 năm 2018      | FW                       | Lasse Vibe               | Changchun Yatai          | Không tiết lộ            | [ 59 ]                   |

### Cho mượn đi
| Cầu thủ cho mượn đi  | Cầu thủ cho mượn đi | Cầu thủ cho mượn đi     | Cầu thủ cho mượn đi | Cầu thủ cho mượn đi | Cầu thủ cho mượn đi |
| Ngày bắt đầu         | Vị trí              | Tên                     | Câu lạc bộ đến      | Ngày kết thúc       | Tham khảo           |
| -------------------- | ------------------- | ----------------------- | ------------------- | ------------------- | ------------------- |
| 1 tháng 7 năm 2017   | GK                  | Jack Bonham             | Carlisle United     | Kết thúc mùa giải   | [ 8 ]               |
| 1 tháng 7 năm 2017   | MF                  | Konstantin Kerschbaumer | Arminia Bielefeld   | Kết thúc mùa giải   | [ 9 ]               |
| 7 tháng 8 năm 2017   | DF                  | Tom Field               | Bradford City       | 1 tháng 1 năm 2018  | [ 25 ]              |
| 10 tháng 8 năm 2017  | MF                  | Reece Cole              | Newport County      | 1 tháng 1 năm 2018  | [ 27 ]              |
| 1 tháng 9 năm 2017   | MF                  | Zain Westbrooke         | Solihull Moors      | 29 tháng 9 năm 2017 | [ 60 ]              |
| 11 tháng 10 năm 2017 | MF                  | Zain Westbrooke         | Leyton Orient       | 10 tháng 1 năm 2018 | [ 61 ]              |
| 19 tháng 1 năm 2018  | DF                  | Ilias Chatzitheodoridis | Cheltenham Town     | Kết thúc mùa giải   | [ 62 ]              |
| 29 tháng 1 năm 2018  | MF                  | Justin Shaibu           | Walsall             | Kết thúc mùa giải   | [ 63 ]              |

### Giải phóng hợp đồng
| Cầu thủ giải phóng hợp đồng | Cầu thủ giải phóng hợp đồng | Cầu thủ giải phóng hợp đồng | Cầu thủ giải phóng hợp đồng | Cầu thủ giải phóng hợp đồng | Cầu thủ giải phóng hợp đồng |
| Ngày                        | Vị trí                      | Tên                         | Câu lạc bộ đến              | Ngày gia nhập               | Tham khảo                   |
| --------------------------- | --------------------------- | --------------------------- | --------------------------- | --------------------------- | --------------------------- |
| 30 tháng 6 năm 2018         | FW                          | Herson Alves                | Maidenhead United           | 1 tháng 7 năm 2018          | [ 64 ]                      |
| 30 tháng 6 năm 2018         | FW                          | Raphael Assibey-Mensah      | TSV Schott Mainz            | tháng 9 năm 2018            | [ 65 ]                      |
| 30 tháng 6 năm 2018         | DF                          | Andreas Bjelland            | FC Copenhagen               | 9 tháng 7 năm 2018          | [ 66 ]                      |
| 30 tháng 6 năm 2018         | MF                          | Bradley Clayton             | Chesham United              | tháng 8 năm 2018            | [ 67 ]                      |
| 30 tháng 6 năm 2018         | FW                          | Jan Novak                   | NK Krka                     | 22 tháng 8 năm 2018         | [ 68 ]                      |
| 30 tháng 6 năm 2018         | MF                          | Zain Westbrooke             | Coventry City               | 1 tháng 7 năm 2018          | [ 69 ]                      |

## Trước mùa giải

### Giao hữu
| 7 tháng 7 năm 2017 | Aldershot Town | 1-5      | Brentford                                      | Aldershot                       |  |
| 19:30 BST          | Mensah 30'     | Chi tiết | Cole 48', 52' · Canós 56', 73' · Jozefzoon 84' | Sân vận động: Recreation Ground |  |

| 15 tháng 7 năm 2017 | Lausanne-Sport      | 1-1      | Brentford | Saint-Prex, Thụy Sĩ                                   |  |
| 16:00 CEST          | Pak Kwang-ryong 65' | Chi tiết | Vibe 14'  | Sân vận động: Khu phức hợp Thể thao Divonne-les-Bains |  |

| 19 tháng 7 năm 2017 | Oxford United                                  | 3-4      | Brentford                                      | Oxford                                                                        |  |
| 19:45 BST           | Johnson 36' (ph.đ.) · Hemmings 56' · Henry 61' | Chi tiết | Jozefzoon 8' · Vibe 30' · Cole 78' · Canós 80' | Sân vận động: Sân vận động Kassam Lượng khán giả: 2.216 Trọng tài: John Busby |  |

| 22 tháng 7 năm 2017 | Brentford             | 2-2      | Southampton     | Brentford                  |  |
| 15:00 BST           | Vibe 40' · Clarke 82' | Chi tiết | Austin 53', 60' | Sân vận động: Griffin Park |  |

| 25 tháng 7 năm 2017 | Milton Keynes Dons | 2-3      | Brentford                                | Denbigh                                             |  |
| 19:45 BST           | Seager 7', 28'     | Chi tiết | Maupay 21' · Watkins 56' · Jozefzoon 76' | Sân vận động: Sân vận độngMK Trọng tài: Craig Hicks |  |

| 29 tháng 7 năm 2017 | Brentford           | 2-1      | Celta de Vigo | Brentford                                        |  |
| 15:00 BST           | Vibe 26' · Jota 34' | Chi tiết | Guidetti 53'  | Sân vận động: Griffin Park Lượng khán giả: 2.675 |  |

## Các giải đấu

### Championship

#### Tóm tắt kết quả
| Tổng thể | Tổng thể | Tổng thể | Tổng thể | Tổng thể | Tổng thể | Tổng thể | Tổng thể | Sân nhà | Sân nhà | Sân nhà | Sân nhà | Sân nhà | Sân nhà | Sân khách | Sân khách | Sân khách | Sân khách | Sân khách | Sân khách |
| ST       | T        | H        | B        | BT       | BB       | HS       | Đ        | T       | H       | B       | BT      | BB      | HS      | T         | H         | B         | BT        | BB        | HS        |
| -------- | -------- | -------- | -------- | -------- | -------- | -------- | -------- | ------- | ------- | ------- | ------- | ------- | ------- | --------- | --------- | --------- | --------- | --------- | --------- |
| 46       | 18       | 15       | 13       | 62       | 52       | +10      | 69       | 9       | 11      | 3       | 37      | 24      | +13     | 9         | 4         | 10        | 25        | 28        | −3        |

Nguồn: Brentford F.C.

#### Kết quả theo vòng đấu
| Vòng     | 1  | 2  | 3  | 4  | 5  | 6  | 7  | 8  | 9  | 10 | 11 | 12 | 13 | 14 | 15 | 16 | 17 | 18 | 19 | 20 | 21 | 22 | 23 | 24 | 25 | 26 | 27 | 28 | 29 | 30 | 31 | 32 | 33 | 34 | 35 | 36 | 37 | 38 | 39 | 40 | 41 | 42 | 43 | 44 | 45 | 46 |
| -------- | -- | -- | -- | -- | -- | -- | -- | -- | -- | -- | -- | -- | -- | -- | -- | -- | -- | -- | -- | -- | -- | -- | -- | -- | -- | -- | -- | -- | -- | -- | -- | -- | -- | -- | -- | -- | -- | -- | -- | -- | -- | -- | -- | -- | -- | -- |
| Sân      | A  | H  | H  | A  | H  | A  | A  | H  | A  | H  | A  | H  | H  | A  | A  | H  | A  | H  | A  | H  | A  | H  | A  | H  | H  | A  | H  | A  | H  | A  | H  | A  | H  | A  | A  | A  | H  | H  | H  | A  | H  | A  | A  | H  | A  | H  |
| Kết quả  | L  | L  | D  | L  | D  | D  | L  | D  | W  | D  | D  | W  | D  | W  | W  | W  | L  | D  | D  | W  | L  | D  | W  | W  | W  | L  | W  | W  | L  | L  | D  | W  | W  | L  | W  | L  | L  | D  | D  | W  | W  | W  | D  | W  | L  | D  |
| Thứ hạng | 18 | 22 | 20 | 24 | 23 | 23 | 23 | 22 | 20 | 20 | 19 | 18 | 18 | 18 | 15 | 12 | 13 | 13 | 14 | 11 | 13 | 13 | 12 | 12 | 10 | 11 | 11 | 9  | 11 | 11 | 10 | 10 | 10 | 10 | 10 | 11 | 11 | 11 | 11 | 11 | 10 | 10 | 10 | 8  | 9  | 9  |

#### Trận đấu
| 5 tháng 8 năm 2017 1 | Sheffield United | 1-0      | Brentford | Sheffield                                                                   |  |
| 15:00 BST            | Sharp 39'        | Chi tiết |           | Sân vận động: Bramall Lane Lượng khán giả: 26.746 Trọng tài: Stephen Martin |  |

| 12 tháng 8 năm 2017 2 | Brentford                                          | 3-4      | Nottingham Forest                                                            | Brentford                                                                    |  |
| 15:00 BST             | Egan 38' · Bjelland 79' · Henry 81' · Maupay 90+2' | Chi tiết | Bouchalakis 28' 41', 47' · Murphy 43' · Vaughan 82' · Dowell 83' · Mills 86' | Sân vận động: Griffin Park Lượng khán giả: 10.169 Trọng tài: James Linington |  |

| 15 tháng 8 năm 2017 3 | Brentford                                             | 2-2      | Bristol City                                                       | Brentford                                                                |  |
| 19:45 BST             | Barbet 49' · Watkins 56' · McEachran 60' · Maupay 77' | Chi tiết | Brownhill 5' · Pack 35' · Paterson 74' · O'Neil 90+6' · Reid 90+8' | Sân vận động: Griffin Park Lượng khán giả: 9.811 Trọng tài: Peter Bankes |  |

| 19 tháng 8 năm 2017 4 | Ipswich Town                           | 2-0      | Brentford                  | Ipswich                                                                      |  |
| 15:00 BST             | Waghorn 35' · Garner 51' · Kenlock 80' | Chi tiết | Sawyers 40' · Maupay 45+3' | Sân vận động: Portman Road Lượng khán giả: 15.348 Trọng tài: Oliver Langford |  |

| 26 tháng 8 năm 2017 5 | Brentford | 0-0      | Wolverhampton Wanderers | Brentford                                                                 |  |
| 15:00 BST             | Dean 36'  | Chi tiết | Doherty 43'             | Sân vận động: Griffin Park Lượng khán giả: 10.351 Trọng tài: Tim Robinson |  |

| 9 tháng 9 năm 2017 6 | Aston Villa | 0-0      | Brentford | Birmingham                                                              |  |
| 15:00 BST            |             | Chi tiết |           | Sân vận động: Villa Park Lượng khán giả: 29.799 Trọng tài: Scott Duncan |  |

| 12 tháng 9 năm 2017 7 | Sheffield Wednesday                                              | 2-1      | Brentford   | Owlerton                                                                    |  |
| 19:45 BST             | Hooper 45+1' · Wallace 70' · Hunt 89' · Rhodes 90+1' · Lee 90+2' | Chi tiết | Yennaris 9' | Sân vận động: Hillsborough Lượng khán giả: 23.536 Trọng tài: Jeremy Simpson |  |

| 16 tháng 9 năm 2017 8 | Brentford                                      | 1-1      | Reading                                                                 | Brentford                                                                    |  |
| 15:00 BST             | Clarke 16' · Egan 66' · Henry 69' · Maupay 72' | Chi tiết | McShane 5' · McCleary 25' · Edwards 34' · Kelly 70' (ph.đ.) · Obita 81' | Sân vận động: Griffin Park Lượng khán giả: 9.739 Trọng tài: Đếnny Harrington |  |

| 23 tháng 9 năm 2017 9 | Bolton Wanderers          | 0-3      | Brentford                                   | Horwich                                                                            |  |
| 15:00 BST             | Burke 45+1' · Karacan 56' | Chi tiết | Barbet 38' · Yennaris 62' 76' · Watkins 84' | Sân vận động: Sân vận động Macron Lượng khán giả: 13.897 Trọng tài: Darren England |  |

| 26 tháng 9 năm 2017 10 | Brentford                                     | 1-1      | Derby County                                                                  | Brentford                                                               |  |
| 19:45 BST              | Woods 30' · Dalsgaard 36' · Watkins 45+5' 86' | Chi tiết | Ledley 15' · Forsyth 25' · Wisdom 30' · Johnson 30' · Winnall 37' · Keogh 76' | Sân vận động: Griffin Park Lượng khán giả: 8.679 Trọng tài: Andy Davies |  |

| 30 tháng 9 năm 2017 11 | Middlesbrough                                                               | 2-2      | Brentford                                                     | Middlesbrough                                                                       |  |
| 15:00 BST              | Braithwaite 68' · Christie 70' · Fábio 76' · Bamford 90+4' · Randolph 90+6' | Chi tiết | Barbet 29' · Dalsgaard 67' · Watkins 72' 90+5' · Maupay 90+6' | Sân vận động: Sân vận động Riverside Lượng khán giả: 24.545 Trọng tài: Paul Tierney |  |

| 14 tháng 10 năm 2017 12 | Brentford                              | 1-0      | Millwall     | Brentford                                                               |  |
| 15:00 BST               | Sawyers 47' · Woods 83' · Mepham 90+3' | Chi tiết | Ferguson 53' | Sân vận động: Griffin Park Lượng khán giả: 9.622 Trọng tài: Lee Probert |  |

| 21 tháng 10 năm 2017 13 | Brentford                                                      | 3-3      | Sunderland                                                                                             | Brentford                                                                   |  |
| 15:00 BST               | Yennaris 8' · Jozefzoon 47' · Dalsgaard 61' · Maupay 78' 90+4' | Chi tiết | Grabban 13', 45+2' (ph.đ.) · Oviedo 37' · Bentley 40' (l.n.) · Cattermole 52' · Ndong 72' · Koné 90+1' | Sân vận động: Griffin Park Lượng khán giả: 10.726 Trọng tài: Darren England |  |

| 28 tháng 10 năm 2017 14 | Preston North End                                            | 2-3      | Brentford                                | Preston                                                              |  |
| 15:00 BST               | Maguire 2' 41' · Huntington 25' · Barkhuizen 66' · Woods 82' | Chi tiết | Yennaris 25' · Sawyers 56' · Watkins 69' | Sân vận động: Deepdale Lượng khán giả: 12.005 Trọng tài: David Coote |  |

| 1 tháng 11 năm 2017 15 | Birmingham City          | 0-2      | Brentford                                    | Birmingham                                                                |  |
| 19:45 GMT              | Davis 54' · Morrison 73' | Chi tiết | Woods 31' · Watkins 74' (ph.đ.) · Maupay 84' | Sân vận động: St Andrew's Lượng khán giả: 19.045 Trọng tài: Jonathan Moss |  |

| 4 tháng 11 năm 2017 16 | Brentford                                                                    | 3-1      | Leeds United                          | Brentford                                                                   |  |
| 17:30 GMT              | Maupay 22' · Watkins 44' 45+3' · Yennaris 68' · Barbet 85' 90' · Woods 90+3' | Chi tiết | O'Kane 45+3' · Alioski 67' · Sáiz 90' | Sân vận động: Griffin Park Lượng khán giả: 11.068 Trọng tài: Stuart Attwell |  |

| 18 tháng 11 năm 2017 17 | Cardiff City                                            | 2-0      | Brentford | Cardiff                                                                               |  |
| 15:00 GMT               | Ralls 8' · Ward 36' · Mức phíney 59' · Ecuele Manga 84' | Chi tiết |           | Sân vận động: Sân vận động Cardiff City Lượng khán giả: 16.335 Trọng tài: Andy Madley |  |

| 21 tháng 11 năm 2017 18 | Brentford                   | 1-1      | Burton Albion         | Brentford                                                                  |  |
| 19:45 GMT               | Jozefzoon 54' · Watkins 82' | Chi tiết | Lund 68' · Turner 78' | Sân vận động: Griffin Park Lượng khán giả: 7.957 Trọng tài: Chris Kavanagh |  |

| 27 tháng 11 năm 2017 19 | Queens Park Rangers                           | 2-2      | Brentford                        | Shepherd's Bush                                                                         |  |
| 19:45 GMT               | Tự doman 15' 90+5' · Mackie 27' · Smith 90+3' | Chi tiết | Vibe 52', 81' 63' · Maupay 90+6' | Sân vận động: Sân vận động Loftus Road Lượng khán giả: 13.410 Trọng tài: Stephen Martin |  |

| 2 tháng 12 năm 2017 20 | Brentford                                 | 3-1      | Fulham                                                                 | Brentford                                                                  |  |
| 15:00 GMT              | Canós 33' 36' · Sawyers 49' · Watkins 85' | Chi tiết | Kebano 25' · Odoi 45' 53' · Cairney 59' · Fredericks 82' · Norwood 89' | Sân vận động: Griffin Park Lượng khán giả: 11.090 Trọng tài: Robert Madley |  |

| 9 tháng 12 năm 2017 21 | Hull City                                                                       | 3-2      | Brentford                                          | Kingston-upon-Hull                                                             |  |
| 15:00 GMT              | Grosicki 54' · Larsson 70' · Irvine 75' · Aina 78' · Luer 90+8' · Đếnral 90+10' | Chi tiết | Meyler 47' (l.n.) · Egan 87' 90+1' · Maupay 90+10' | Sân vận động: Sân vận động KCOM Lượng khán giả: 14.620 Trọng tài: Simon Hooper |  |

| 16 tháng 12 năm 2017 22 | Brentford     | 0-0      | Barnsley                   | Brentford                                                               |  |
| 15:00 GMT               | Sawyers 90+2' | Chi tiết | Yiadom 59' · Gardner 90+1' | Sân vận động: Griffin Park Lượng khán giả: 9.868 Trọng tài: David Coote |  |

| 23 tháng 12 năm 2017 23 | Norwich City                                       | 1-2      | Brentford                                | Norwich                                                                    |  |
| 19:45 GMT               | Stiepermann 45+2' · Pritchard 79' · Oliveira 90+1' | Chi tiết | Vibe 36', 41' · Sawyers 58' · Maupay 61' | Sân vận động: Carrow Road Lượng khán giả: 26.725 Trọng tài: Jeremy Simpson |  |

| 26 tháng 12 năm 2017 24 | Brentford                                           | 2-1      | Aston Villa              | Brentford                                                                 |  |
| 19:30 GMT               | Sawyers 22' · McEachran 37' · Barbet 41' · Vibe 52' | Chi tiết | Onomah 30' · Elphick 68' | Sân vận động: Griffin Park Lượng khán giả: 11.341 Trọng tài: Keith Stroud |  |

| 30 tháng 12 năm 2017 25 | Brentford                              | 2-0      | Sheffield Wednesday                      | Brentford                                                                |  |
| 15:00 GMT               | Vibe 20' · Sawyers 39' · Jozefzoon 83' | Chi tiết | Wallace 39' · Hutchinson 44' · Pudil 49' | Sân vận động: Griffin Park Lượng khán giả: 10.853 Trọng tài: David Coote |  |

| 2 tháng 1 năm 2018 26 | Wolverhampton Wanderers                                   | 3-0      | Brentford                            | Wolverhampton                                                                       |  |
| 19:30 GMT             | Neves 57' · Douglas 59' · Neves 65' · Boly 77' · Jota 80' | Chi tiết | Watkins 22' · Woods 56' · Barbet 67' | Sân vận động: Sân vận động Molineux Lượng khán giả: 28.475 Trọng tài: Andrew Madley |  |

| 13 tháng 1 năm 2018 27 | Brentford                    | 2-0      | Bolton Wanderers                                                   | Brentford                                                               |  |
| 15:00 GMT              | Jozefzoon 40' · Maupay 90+1' | Chi tiết | Litte 22' · Wheater 42' · Madine 67' · Robinson 87' · Ameobi 90+2' | Sân vận động: Griffin Park Lượng khán giả: 9.507 Trọng tài: Andy Davies |  |

| 20 tháng 1 năm 2018 28 | Reading                                       | 0-1      | Brentford                                                     | Reading                                                                           |  |
| 15:00 GMT              | van den Berg 10' · Gunter 45+1' · Evans 90+4' | Chi tiết | Watkins 60' · Vibe 74' · Woods 84' · Bjelland 85' · Canós 86' | Sân vận động: Sân vận động Madejski Lượng khán giả: 17.893 Trọng tài: Darren Bond |  |

| 27 tháng 1 năm 2018 29 | Brentford                  | 0-1      | Norwich City                           | Brentford                                                                 |  |
| 15:00 GMT              | Canós 83' · Bjelland 90+5' | Chi tiết | Maddison 5' · Lewis 40' · Hanley 90+7' | Sân vận động: Griffin Park Lượng khán giả: 10.252 Trọng tài: Scott Duncan |  |

| 3 tháng 2 năm 2018 30 | Derby County                                                          | 3-0      | Brentford                            | Derby                                                                                |  |
| 15:00 GMT             | Huddlestone 30' · Jerome 34' 63' · Vydra 90+2' (ph.đ.) · Olsson 90+3' | Chi tiết | Canós 21' · Woods 37' · Bjelland 71' | Sân vận động: Sân vận động Pride Park Lượng khán giả: 25.938 Trọng tài: Peter Bankes |  |

| 10 tháng 2 năm 2018 31 | Brentford                                  | 1-1      | Preston North End                                                | Brentford                                                                |  |
| 15:00 GMT              | McEachran 17' · Jozefzoon 62' · Egan 90+1' | Chi tiết | Fisher 32' · Gallagher 63' · Barkhuizen 54' · Cunningham 73' 74' | Sân vận động: Griffin Park Lượng khán giả: 9.194 Trọng tài: Simon Hooper |  |

| 17 tháng 2 năm 2018 32 | Sunderland                             | 0-2      | Brentford                | Sunderland                                                                        |  |
| 15:00 GMT              | Jones 36' · Fletcher 65' · McGeady 74' | Chi tiết | Mokotjo 13' · Maupay 28' | Sân vận động: Sân vận động Ánh sáng Lượng khán giả: 27.702 Trọng tài: John Brooks |  |

| 20 tháng 2 năm 2018 33 | Brentford                                                          | 5-0      | Birmingham City          | Brentford                                                                    |  |
| 19:45 GMT              | Watkins 31', 81' · Jozefzoon 41' · Maupay 51' · Roberts 54' (l.n.) | Chi tiết | Gardner 45+3' · Lowe 87' | Sân vận động: Griffin Park Lượng khán giả: 9.511 Trọng tài: Geoff Eltringham |  |

| 24 tháng 2 năm 2018 34 | Leeds United                         | 1-0      | Brentford                                         | Leeds                                                                       |  |
| 15:00 GMT              | Anita 23' · Alioski 24' · Cooper 31' | Chi tiết | Sawyers 45+3' · Woods 53' · Egan 73' · Barbet 80' | Sân vận động: Elland Road Lượng khán giả: 28.428 Trọng tài: Oliver Langford |  |

| 3 tháng 3 năm 2018 P                        | Brentford | v | Cardiff City |  |
| 15:00 GMT                                   |           |   |              |  |
| Ghi chú: Trận đấu bị hoãn vì thời tiết xấu. |           |   |              |  |

| 6 tháng 3 năm 2018 35 | Burton Albion | 0-2      | Brentford                                       | Burton upon Trent                                                                   |  |
| 19:45 GMT             | Flanagan 59'  | Chi tiết | Maupay 33' · McFadzean 60' (l.n.) · Watkins 80' | Sân vận động: Sân vận động Pirelli Lượng khán giả: 3.464 Trọng tài: Tony Harrington |  |

| 10 tháng 3 năm 2018 36 | MIllwall                              | 1-0      | Brentford | Bermondsey                                                             |  |
| 15:00 GMT              | Saville 1' · Elliott 75' · Cahill 88' | Chi tiết |           | Sân vận động: The Den Lượng khán giả: 13.251 Trọng tài: Stuart Attwell |  |

| 13 tháng 3 năm 2018 37 | Brentford              | 1-3      | Cardiff City                                                                           | Brentford                                                                   |  |
| 19:45 GMT              | Maupay 5' · Mepham 65' | Chi tiết | Ecuele Manga 18' · Bamba 25' · Paterson 45+2' · Damour 55' · Zohore 58' · Morrison 71' | Sân vận động: Griffin Park Lượng khán giả: 8.549 Trọng tài: James Linington |  |

| 17 tháng 3 năm 2018 38 | Brentford                                                  | 1-1      | Middlesbrough                                                  | Brentford                                                                 |  |
| 15:00 GMT              | Woods 14' · Macleod 34' · Sawyers 87' 90+1' · Mepham 90+6' | Chi tiết | Traoré 21' · Clayton 29' · Gibson 51' · Bešić 62' · Friend 90' | Sân vận động: Griffin Park Lượng khán giả: 11.134 Trọng tài: Simon Hooper |  |

| 30 tháng 3 năm 2018 39 | Brentford              | 1-1      | Sheffield United                             | Brentford                                                                   |  |
| 15:00 BST              | Mepham 68' · Woods 69' | Chi tiết | Basham 50', 55' · Stevens 60' · Blackman 69' | Sân vận động: Griffin Park Lượng khán giả: 11.174 Trọng tài: Jeremy Simpson |  |

| 2 tháng 4 năm 2018 40 | Bristol City                          | 0-1      | Brentford                             | Bristol                                                                               |  |
| 15:00 BST             | Smith 18' · Brownhill 76' · Bryan 86' | Chi tiết | Watkins 15' · Maupay 80' · Clarke 83' | Sân vận động: Sân vận động Ashton Gate Lượng khán giả: 22.049 Trọng tài: Keith Stroud |  |

| 7 tháng 4 năm 2018 41 | Brentford                                | 1-0      | Ipswich                                         | Brentford                                                                 |  |
| 15:00 BST             | McEachran 51' · Maypay 72' · Canos 90+1' | Chi tiết | Carter-Vickers 17' · Connolly 51' · Knudsen 72' | Sân vận động: Griffin Park Lượng khán giả: 10.939 Trọng tài: Robert Jones |  |

| 10 tháng 4 năm 2018 42 | Nottingham Forest           | 0-1      | Brentford     | Nottingham                                                             |  |
| 19:45 BST              | Guédioura 52' · Darikwa 55' | Chi tiết | Dalsgaard 81' | Sân vận động: City Ground Lượng khán giả: 20.596 Trọng tài: Andy Davis |  |

| 14 tháng 4 năm 2018 43 | Fulham                          | 1-1      | Brentford                     | Fulham                                                                        |  |
| 17:30 BST              | Mitrović 70' · Fredericks 90+3' | Chi tiết | Mepham 69' · Maupay 76' 90+4' | Sân vận động: Craven Cottage Lượng khán giả: 20.877 Trọng tài: Neil Swarbrick |  |

| 21 tháng 4 năm 2018 44 | Brentford                                               | 2-1      | Queens Park Rangers                                     | Brentford                                                                |  |
| 15:00 BST              | Canós 16' · Woods 26' · Watkins 33' 43' · Jozefzoon 69' | Chi tiết | Ingram 42' · Sylla 45+2' 52' · Bidwell 50' · Scowen 52' | Sân vận động: Griffin Park Lượng khán giả: 12.367 Trọng tài: Andy Madley |  |

| 28 tháng 4 năm 2018 45 | Barnsley                 | 2-0      | Brentford  | Barnsley                                                            |  |
| 15:00 BST              | Moore 11' · McBurnie 51' | Chi tiết | Barbet 82' | Sân vận động: Oakwell Lượng khán giả: 13.127 Trọng tài: Darren Bond |  |

| 6 tháng 5 năm 2018 46 | Brentford | 1-1      | Hull City                | Brentford                                                                    |  |
| 12:30 BST             | Canós 12' | Chi tiết | Bowen 45+2' · Wilson 58' | Sân vận động: Griffin Park Lượng khán giả: 11.475 Trọng tài: James Linington |  |

### Cúp FA
| 6 tháng 1 năm 2018 Vòng Ba | Brentford | 0-1      | Notts County                                                     | Brentford                                                                |  |
| 15:00 GMT                  |           | Chi tiết | Đếnotle 52' · Duffy 54' · Stead 65' · Jones 68' · Số áoble 90+2' | Sân vận động: Griffin Park Lượng khán giả: 6.935 Trọng tài: Tim Robinson |  |

### Cúp EFL
| 8 tháng 8 năm 2017 Vòng Một | AFC Wimbledon | 1-3 (s.h.p.) | Brentford                                  | Norbiton                                                                   |  |
| 19:45 BST                   | Robinson 25'  | Chi tiết     | Sawyers 69' · Watkins 105+1' · Shiabu 119' | Sân vận động: Kingsmeadow Lượng khán giả: 3.229 Trọng tài: Dean Whitestone |  |

| 22 tháng 8 năm 2017 Vòng Hai | Queens Park Rangers                      | 1-4      | Brentford                                                | Shepherd's Bush                                                            |  |
| 19:45 BST                    | Baptise 17' · Furlong 43' · Robinson 47' | Chi tiết | Borysiuk 10' (l.n.) · Egan 19' · Maupay 32' · Clarke 83' | Sân vận động: Loftus Road Lượng khán giả: 9.719 Trọng tài: Chris Sarginson |  |

| 19 tháng 9 năm 2017 Vòng Ba | Brentford                   | 1-3      | Norwich City                                                                        | Brentford                                             |  |
| 19:45 BST                   | Barbet 15' 30' · Clarke 90' | Chi tiết | Vrančić 10' (ph.đ.), 51' · Watkins 31' · Zimmermann 55' · Hoolahan 60' · Murphy 68' | Sân vận động: Griffin Park Trọng tài: James Linington |  |

## Đội hình đội một
Tuổi của cầu thủ tính đến ngày bắt đầu của mùa giải 2017-18.
| Số áo                        | Tên                     | Quốc tịch            | Vị trí       | Ngày sinh (tuổi)            | Kí hợp đồng từ    | Năm kí hợp đồng | Ghi chú                                      |
| Thủ môn                      | Thủ môn                 | Thủ môn              | Thủ môn      | Thủ môn                     | Thủ môn           | Thủ môn         | Thủ môn                                      |
| ---------------------------- | ----------------------- | -------------------- | ------------ | --------------------------- | ----------------- | --------------- | -------------------------------------------- |
| 1                            | Daniel Bentley          | Anh                  | GK           | 13 tháng 7, 1993 (24 tuổi)  | Southend United   | 2016            |                                              |
| 28                           | Luke Daniels            | Anh                  | GK           | 5 tháng 1, 1988 (29 tuổi)   | Scunthorpe United | 2017            |                                              |
| 37                           | Ellery Balcombe         | Anh                  | GK           | 15 tháng 10, 1999 (17 tuổi) | Học viện          | 2016            |                                              |
| Hậu vệ                       |                         |                      |              |                             |                   |                 |                                              |
| 3                            | Rico Henry              | Anh                  | LB           | 8 tháng 7, 1997 (20 tuổi)   | Walsall           | 2016            |                                              |
| 5                            | Andreas Bjelland        | Đan Mạch             | CB / LB      | 11 tháng 7, 1988 (29 tuổi)  | FC Twente         | 2015            |                                              |
| 14                           | John Egan               | Cộng hòa Ireland     | CB           | 20 tháng 10, 1992 (24 tuổi) | Gillingham        | 2016            |                                              |
| 22                           | Henrik Dalsgaard        | Đan Mạch             | RB           | 27 tháng 7, 1989 (28 tuổi)  | Zulte Waregem     | 2017            |                                              |
| 29                           | Yoann Barbet            | Pháp                 | CB / LB      | 10 tháng 5, 1993 (24 tuổi)  | Chamois Niortais  | 2015            |                                              |
| 30                           | Tom Field               | Cộng hòa Ireland     | LB           | 14 tháng 3, 1997 (20 tuổi)  | Học viện          | 2015            | Cho mượn đến Bradford City                   |
| 31                           | Ilias Chatzitheodoridis | Hy Lạp               | LB           | 5 tháng 11, 1997 (19 tuổi)  | Arsenal           | 2016            | Cho mượn đến Cheltenham Town                 |
| 33                           | Chris Mepham            | Wales                | CB           | 5 tháng 11, 1997 (19 tuổi)  | Học viện          | 2014            |                                              |
| 34                           | Mads Bech Sørensen      | Đan Mạch             | LB / CB      | 7 tháng 1, 1999 (18 tuổi)   | AC Horsens        | 2017            |                                              |
| Tiền vệ                      |                         |                      |              |                             |                   |                 |                                              |
| 4                            | Lewis Macleod           | Scotland             | LM / AM      | 16 tháng 6, 1994 (23 tuổi)  | Rangers           | 2015            |                                              |
| 8                            | Nico Yennaris           | Trung Quốc           | CM / RB      | 24 tháng 5, 1993 (24 tuổi)  | Arsenal           | 2014            |                                              |
| 10                           | Josh McEachran          | Anh                  | CM           | 1 tháng 3, 1993 (24 tuổi)   | Chelsea           | 2015            |                                              |
| 12                           | Kamohelo Mokotjo        | Cộng hòa Nam Phi     | DM           | 11 tháng 3, 1991 (26 tuổi)  | FC Twente         | 2017            |                                              |
| 15                           | Ryan Woods              | Anh                  | CM           | 13 tháng 12, 1993 (23 tuổi) | Shrewsbury Town   | 2015            |                                              |
| 17                           | Emiliano Marcondes      | Đan Mạch             | AM / ST / LW | 9 tháng 3, 1995 (22 tuổi)   | Nordsjælland      | 2018            |                                              |
| 18                           | Alan Judge              | Cộng hòa Ireland     | AM / LM      | 11 tháng 11, 1988 (28 tuổi) | Blackburn Rovers  | 2014            |                                              |
| 19                           | Romaine Sawyers         | Saint Kitts và Nevis | AM / CM      | 2 tháng 11, 1991 (25 tuổi)  | Walsall           | 2016            |                                              |
| 20                           | Josh Clarke             | Anh                  | RM / RB      | 5 tháng 7, 1994 (23 tuổi)   | Học viện          | 2013            |                                              |
| 25                           | Theo Archibald          | Scotland             | RM           | 5 tháng 3, 1998 (19 tuổi)   | Celtic            | 2017            |                                              |
| 32                           | Reece Cole              | Anh                  | CM           | 17 tháng 2, 1998 (19 tuổi)  | Học viện          | 2016            | Cho mượn đến Newport County                  |
| 35                           | Zain Westbrooke         | Anh                  | CM           | 28 tháng 10, 1996 (20 tuổi) | Học viện          | 2011            | Cho mượn đến Solihull Moors và Leyton Orient |
| Tiền đạo                     |                         |                      |              |                             |                   |                 |                                              |
| 7                            | Florian Jozefzoon       | Hà Lan               | LW / RW      | 9 tháng 2, 1991 (26 tuổi)   | PSV Eindhoven     | 2017            |                                              |
| 9                            | Neal Maupay             | Pháp                 | ST           | 14 tháng 8, 1996 (20 tuổi)  | Saint-Étienne     | 2017            |                                              |
| 11                           | Ollie Watkins           | Anh                  | ST / LW / AM | 30 tháng 12, 1995 (21 tuổi) | Exeter City       | 2017            |                                              |
| 24                           | Chiedozie Ogbene        | Nigeria              | RW / LW      | 1 tháng 5, 1997 (20 tuổi)   | Limerick          | 2018            |                                              |
| 27                           | Justin Shaibu           | Đan Mạch             | ST           | 28 tháng 10, 1997 (19 tuổi) | HB Køge           | 2016            | Cho mượn đến Walsall                         |
| 47                           | Sergi Canós             | Tây Ban Nha          | RW / LW      | 2 tháng 2, 1997 (20 tuổi)   | Norwich City      | 2017            |                                              |
| Cầu thủ rời đi giữa mùa giải |                         |                      |              |                             |                   |                 |                                              |
| 2                            | Maxime Colin            | Pháp                 | RB           | 15 tháng 11, 1991 (25 tuổi) | RSC Anderlecht    | 2015            | Chuyển đến Birmingham City                   |
| 6                            | Harlee Dean             | Anh                  | CB           | 26 tháng 7, 1991 (26 tuổi)  | Southampton       | 2012            | Chuyển đến Birmingham City                   |
| 23                           | Jota                    | Tây Ban Nha          | RM / AM      | 16 tháng 6, 1991 (26 tuổi)  | Celta de Vigo     | 2014            | Chuyển đến Birmingham City                   |
| 21                           | Lasse Vibe              | Đan Mạch             | ST / RW      | 22 tháng 2, 1987 (30 tuổi)  | IFK Göteborg      | 2015            | Chuyển đến Changchun Yatai                   |

## Thống kê

### Số trận và bàn thắng
| Số | VT | QT                   | Cầu thủ                 | Tổng số | Tổng số | Championship | Championship | Cúp FA | Cúp FA | League Cup | League Cup |
| Số | VT | QT                   | Cầu thủ                 | Trận    | Bàn     | Trận         | Bàn          | Trận   | Bàn    | Trận       | Bàn        |
| -- | -- | -------------------- | ----------------------- | ------- | ------- | ------------ | ------------ | ------ | ------ | ---------- | ---------- |
| 1  | TM | Anh                  | Daniel Bentley          | 45      | 0       | 45+0         | 0            | 0+0    | 0      | 0+0        | 0          |
| 3  | HV | Anh                  | Rico Henry              | 8       | 0       | 8+0          | 0            | 0+0    | 0      | 0+0        | 0          |
| 4  | TV | Scotland             | Lewis Macleod           | 11      | 1       | 5+5          | 1            | 1+0    | 0      | 0+0        | 0          |
| 5  | HV | Đan Mạch             | Andreas Bjelland        | 35      | 1       | 32+2         | 1            | 0+0    | 0      | 1+0        | 0          |
| 7  | TV | Hà Lan               | Florian Jozefzoon       | 43      | 7       | 31+8         | 7            | 1+0    | 0      | 2+1        | 0          |
| 8  | TV | Trung Quốc           | Nico Yennaris           | 44      | 4       | 31+10        | 4            | 0+0    | 0      | 3+0        | 0          |
| 9  | TĐ | Pháp                 | Neal Maupay             | 46      | 13      | 25+17        | 12           | 1+0    | 0      | 3+0        | 1          |
| 10 | TV | Anh                  | Josh McEachran          | 28      | 0       | 14+11        | 0            | 1+0    | 0      | 1+1        | 0          |
| 11 | TĐ | Anh                  | Ollie Watkins           | 48      | 11      | 39+6         | 10           | 0+1    | 0      | 1+1        | 1          |
| 12 | TV | Cộng hòa Nam Phi     | Kamohelo Mokotjo        | 39      | 1       | 25+10        | 1            | 1+0    | 0      | 3+0        | 0          |
| 14 | HV | Cộng hòa Ireland     | John Egan               | 34      | 3       | 32+1         | 2            | 0+0    | 0      | 1+0        | 1          |
| 15 | TV | Anh                  | Ryan Woods              | 40      | 1       | 35+4         | 1            | 0+0    | 0      | 0+1        | 0          |
| 17 | TV | Đan Mạch             | Emiliano Marcondes      | 13      | 0       | 2+10         | 0            | 1+0    | 0      | 0+0        | 0          |
| 18 | TV | Cộng hòa Ireland     | Alan Judge              | 14      | 0       | 3+10         | 0            | 0+1    | 0      | 0+0        | 0          |
| 19 | TV | Saint Kitts và Nevis | Romaine Sawyers         | 44      | 5       | 36+6         | 4            | 0+0    | 0      | 2+0        | 1          |
| 20 | TV | Anh                  | Josh Clarke             | 32      | 3       | 23+5         | 1            | 1+0    | 0      | 3+0        | 2          |
| 22 | HV | Đan Mạch             | Henrik Dalsgaard        | 32      | 1       | 29+0         | 1            | 0+0    | 0      | 0+3        | 0          |
| 24 | TĐ | Cộng hòa Ireland     | Chiedozie Ogbene        | 2       | 0       | 0+2          | 0            | 0+0    | 0      | 0+0        | 0          |
| 25 | TV | Scotland             | Theo Archibald          | 3       | 0       | 0+2          | 0            | 0+0    | 0      | 1+0        | 0          |
| 27 | TĐ | Đan Mạch             | Justin Shaibu           | 5       | 1       | 0+2          | 0            | 0+0    | 0      | 0+3        | 1          |
| 28 | TM | Anh                  | Luke Daniels            | 5       | 0       | 1+0          | 0            | 1+0    | 0      | 3+0        | 0          |
| 29 | HV | Pháp                 | Yoann Barbet            | 37      | 3       | 32+2         | 3            | 1+0    | 0      | 2+0        | 0          |
| 30 | HV | Cộng hòa Ireland     | Tom Field               | 0       | 0       | 0+0          | 0            | 0+0    | 0      | 0+0        | 0          |
| 31 | HV | Hy Lạp               | Ilias Chatzitheodoridis | 4       | 0       | 0+0          | 0            | 1+0    | 0      | 3+0        | 0          |
| 32 | TV | Anh                  | Reece Cole              | 0       | 0       | 0+0          | 0            | 0+0    | 0      | 0+0        | 0          |
| 33 | HV | Wales                | Chris Mepham            | 23      | 1       | 17+4         | 1            | 1+0    | 0      | 1+0        | 0          |
| 34 | HV | Đan Mạch             | Mads Bech Sørensen      | 0       | 0       | 0+0          | 0            | 0+0    | 0      | 0+0        | 0          |
| 35 | TV | Anh                  | Zain Westbrooke         | 0       | 0       | 0+0          | 0            | 0+0    | 0      | 0+0        | 0          |
| 37 | TM | Anh                  | Ellery Balcombe         | 0       | 0       | 0+0          | 0            | 0+0    | 0      | 0+0        | 0          |
| 47 | TĐ | Tây Ban Nha          | Sergi Canós             | 31      | 3       | 17+13        | 3            | 0+1    | 0      | 0+0        | 0          |
| 2  | HV | Pháp                 | Maxime Colin            | 5       | 0       | 3+0          | 0            | 0+0    | 0      | 2+0        | 0          |
| 6  | HV | Anh                  | Harlee Dean             | 4       | 0       | 3+0          | 0            | 0+0    | 0      | 1+0        | 0          |
| 21 | TĐ | Đan Mạch             | Lasse Vibe              | 19      | 7       | 14+5         | 7            | 0+0    | 0      | 0+0        | 0          |
| 23 | TV | Tây Ban Nha          | Jota                    | 4       | 0       | 4+0          | 0            | 0+0    | 0      | 0+0        | 0          |

Nguồn: Soccerbase

In nghiêng: biểu thị cầu thủ không còn trong đội

### Cầu thủ ghi bàn
| Số áo. | Vị trí | Cầu thủ           | FLC | FAC | FLC | Tổng |
| ------ | ------ | ----------------- | --- | --- | --- | ---- |
| 9      | FW     | Neal Maupay       | 12  | 0   | 1   | 13   |
| 11     | FW     | Ollie Watkins     | 10  | 0   | 1   | 11   |
| 7      | FW     | Florian Jozefzoon | 7   | 0   | 0   | 7    |
| 21     | FW     | Lasse Vibe        | 7   | 0   | 0   | 7    |
| 19     | MF     | Romaine Sawyers   | 4   | 0   | 1   | 5    |
| 8      | MF     | Nico Yennaris     | 4   | 0   | 0   | 4    |
| 14     | DF     | John Egan         | 2   | 0   | 1   | 3    |
| 20     | MF     | Josh Clarke       | 1   | 0   | 2   | 3    |
| 29     | DF     | Yoann Barbet      | 3   | 0   | 0   | 3    |
| 47     | FW     | Sergi Canós       | 3   | 0   | 0   | 3    |
| 4      | MF     | Lewis Macleod     | 1   | 0   | 0   | 1    |
| 5      | DF     | Andreas Bjelland  | 1   | 0   | 0   | 1    |
| 12     | MF     | Kamohelo Mokotjo  | 1   | 0   | 0   | 1    |
| 15     | MF     | Ryan Woods        | 1   | 0   | 0   | 1    |
| 22     | DF     | Henrik Dalsgaard  | 1   | 0   | 0   | 1    |
| 27     | FW     | Justin Shaibu     | 0   | 0   | 1   | 1    |
| 33     | DF     | Chris Mepham      | 1   | 0   | 0   | 1    |
|        |        | Phản lưới         | 3   | 0   | 1   | 4    |
|        |        | Tổng              | 62  | 0   | 8   | 70   |

Nguồn: Soccerbase

In nghiêng: biểu thị cầu thủ không còn trong đội

### Thẻ phạt
| Số áo. | Vị trí | Cầu thủ          |    |   |
| ------ | ------ | ---------------- | -- | - |
| 15     | MF     | Ryan Woods       | 9  | 1 |
| 19     | MF     | Romaine Sawyers  | 7  | 1 |
| 47     | FW     | Sergi Canós      | 4  | 1 |
| 9      | FW     | Neal Maupay      | 9  | 0 |
| 11     | FW     | Ollie Watkins    | 8  | 0 |
| 29     | DF     | Yoann Barbet     | 7  | 0 |
| 10     | MF     | Josh McEachran   | 4  | 0 |
| 14     | DF     | John Egan        | 4  | 0 |
| 33     | DF     | Chris Mepham     | 4  | 0 |
| 5      | DF     | Andreas Bjelland | 3  | 0 |
| 22     | DF     | Henrik Dalsgaard | 3  | 0 |
| 3      | DF     | Rico Henry       | 2  | 0 |
| 8      | MF     | Nico Yennaris    | 2  | 0 |
| 6      | DF     | Harlee Dean      | 1  | 0 |
| 20     | MF     | Josh Clarke      | 1  | 0 |
| 21     | FW     | Lasse Vibe       | 1  | 0 |
|        |        | Tổng             | 69 | 3 |

Nguồn: Soccerbase

In nghiêng: biểu thị cầu thủ không còn trong đội

### Quản lý
| Tên        | Quốc tịch | Từ                   | Đến | Mọi đấu trường | Mọi đấu trường | Mọi đấu trường | Mọi đấu trường | Mọi đấu trường | Giải quốc nội | Giải quốc nội | Giải quốc nội | Giải quốc nội | Giải quốc nội |
| Tên        | Quốc tịch | Từ                   | Đến | P              | W              | D              | L              | W %            | P             | W             | D             | L             | W %           |
| ---------- | --------- | -------------------- | --- | -------------- | -------------- | -------------- | -------------- | -------------- | ------------- | ------------- | ------------- | ------------- | ------------- |
| Dean Smith | Anh       | 30 tháng 11 năm 2015 | nay | 50             | 20             | 15             | 15             | 040,00\|       | 46            | 18            | 15            | 13            | 039,13        |

### Tóm tắt
| Số trận thi đấu                   | 50 (46 Championship, 1 Cúp FA, 3 League Cup)    |
| Số trận thắng                     | 20 (18 Championship, 0 Cúp FA, 2 League Cup)    |
| Số trận hòa                       | 15 (15 Championship, 0 Cúp FA, 0 League Cup)    |
| Số trận thua                      | 15 (13 Championship, 1 Cúp FA, 1 League Cup)    |
| Số bàn thắng                      | 70 (62 Championship, 0 Cúp FA, 8 League Cup)    |
| Số bàn thua                       | 58 (52 Championship, 1 Cúp FA, 5 League Cup)    |
| Số trận sạch lưới                 | 15 (15 Championship, 0 Cúp FA, 0 League Cup)    |
| Số thẻ vàng                       | 69 (68 Championship, 0 Cúp FA, 1 League Cup)    |
| Số thẻ đỏ                         | 3 (3 Championship, 0 Cúp FA, 0 League Cup)      |
| Thẻ phạt nhiều nhất               | (9 thẻ vàng và 1 thẻ đỏ) Ryan Woods             |
| Trận thắng giải quốc nội đậm nhất | 5-0 (vs Birmingham City)                        |
| Trận thua giải quốc nội đậm nhất  | 0-3 (vs Wolverhampton Wanderers & Derby County) |
| Số lần ra sân nhiều nhất          | 47 Ollie Watkins                                |
| Vua phá lưới (giải quốc nội)      | 12 Neal Maupay                                  |
| Vua phá lưới (mọi đấu trường)     | 13 Neal Maupay                                  |

## Trang phục
Nhà cung cấp: adidas
Nhà tài trợ: LeoVegas

| Sân nhà | Sân khách | Thứ ba |

Nguồn: Brentford F.C.